# Locomotiva FNM E.630
Le locomotive E.630 sono un gruppo di locomotive elettriche a corrente continua a 3000 volt, ad azionamento elettronico, di costruzione Škoda acquisite dalle Ferrovie Nord Milano per il potenziamento del proprio parco rotabili. Le E.630 provengono dalle dismissioni di rotabili in esubero delle ČSD (Ferrovie dello Stato Ceche) dove erano immatricolate come 163.112-120.

## Caratteristiche
Le E.630 sono locomotive elettriche ad azionamento elettronico, a chopper bifase, con quattro motori di trazione e con frenatura elettrodinamica; la locomotiva è quindi fornita di freno continuo automatico a comando elettropneumatico, freno elettrico, freno diretto sulla locomotiva e freno a mano.
Le locomotive sono anche atte al telecomando da carrozza semipilota.

## Storia

### Il progetto ES 499
Il gruppo ES 499 rappresenta una delle realizzazioni più importanti della tecnica ferroviaria cecoslovacca degli anni settanta. La filosofia base era quella della massima unificazione dei componenti al fine di abbattere i costi di costruzione e di manutenzione. I primi due prototipi, la ES 499.0001 e la ES 499.0002, entrarono in servizio nel 1973; la 0002 in prova sul circuito ferroviario di prova di Velim raggiunse agevolmente i 200 km/h spingendosi fino a superare i 210 km/h dimostrando una bassa aggressività nei confronti del binario. La prima serie di 18 unità entrò in funzione nel 1975.
Le locomotive immatricolate dalle FNM come E.630 fanno parte del sottogruppo 163/tipo 71E (già E 499.3) delle locomotive universali, di media potenza ad azionamento elettronico, con quattro motori di trazione, a chopper bifase e con frenatura elettrodinamica, sviluppate dalla Škoda negli anni ottanta per le ferrovie dell'Est europeo e della Cecoslovacchia. Costruite a partire dal 1984 vennero immatricolate inizialmente nel gruppo E 499.3 che designava quelle atte al funzionamento in sola corrente continua a 3000 volt. Le locomotive "ES 499" erano state costruite come bitensione/bicorrente essendo atte a funzionare sia sotto rete elettrica a corrente alternata monofase a 25 kV che a corrente continua a 3000 volt. In seguito le ČSD adottarono un diverso sistema di classificazione interamente numerico; le unità atte al funzionamento sotto la sola rete a corrente continua, in precedenza classificate "E 499.3" vennero inquadrate nel "gruppo 163" per cui vennero cambiati sia il numero progressivo che la serie.

### L'immatricolazione nelle FNM
Le nove locomotive entrarono in servizio nelle Ferrovie Nord Milano nella seconda metà degli anni novanta come "E.630" in seguito ad una serie di interventi di potenziamento ed ammodernamento durante i quali sono entrate in servizio anche locomotive di nuova generazione ma acquisite all'estero sul mercato dell'usato e delle dismissioni per esubero allo scopo di contenere i costi e le spese di ampliamento del parco rotabili. All'intera serie è stata cambiata la livrea originale a due colori verde e giallo con imperiale grigio adottando quella societaria grigio e verde (al posto del giallo). Le locomotive sono state attrezzate sin dall'inizio delle apparecchiature atte a permetterne la circolazione anche sulle linee RFI e sono provviste sin dall'origine della possibilità di operare in telecomando per la composizione di treni navetta e con apparecchiature di vigilanza per la guida ad "agente unico".
Le E.630 sono state autorizzate alla circolazione sulle linee RFI il 19 settembre del 2001 in seguito al superamento delle prove tecniche.
Il 25 settembre 2001 la E.630-03 ha trainato da Melzo a Domodossola il primo treno merci effettuato da una società privata (Ferrovie Nord Milano Esercizio - Divisione Cargo) sulla rete ferroviaria italiana, aprendo l'era della liberalizzazione. Il treno era diretto a Zeebrugge.

### La cessione
Il 17 maggio 2010 il nuovo vettore cecoslovacco RegioJet ha annunciato di aver acquistato dalle Ferrovie Nord Milano tutto il gruppo E.630. Dopo quasi quindici anni, quindi, il gruppo di locomotive ritorna nella sua terra d'origine.